# ペーシャ
ペーシャ(ペッシャ、伊: Pescia /['peʃʃa]/)は、イタリア共和国トスカーナ州ピストイア県にある、人口約19,000人の基礎自治体（コムーネ）。
ソラナ村は、ソラナ豆の産地として知られる。

## 地理

### 位置・広がり

#### 隣接コムーネ
隣接するコムーネは以下の通り。括弧内のLUはルッカ県所属を示す。
- バーニ・ディ・ルッカ (LU)
- ブッジャーノ
- カパンノリ (LU)
- キエジーナ・ウッツァネーゼ
- マルリアーナ
- マッサ・エ・コッツィーレ
- モンテカルロ (LU)
- サン・マルチェッロ・ピテーリオ
- ウッツァーノ
- ヴィッラ・バジーリカ (LU)

### 気候分類・地震分類
ペーシャにおけるイタリアの気候分類 (it) および度日は、zona D, 1877 GGである。
また、イタリアの地震リスク階級 (it) では、zona 3 (sismicità bassa) に分類される。

## 行政

### 分離集落
ペーシャには、以下の分離集落（フラツィオーネ）がある。
- Alberghi, Aramo, Castelvecchio, Chiodo, Collodi, Fibbialla, Malocchio, Medicina, Pietrabuona, Pontito, San Quirico, Sorana, Stiappa, Vellano, Veneri, Zeri

## 姉妹都市・友好都市
- 宜野座村（日本・沖縄県）[6]
  - 2001年9月7日 姉妹市村締結

九州・沖縄サミットで宜野座を訪れたアマート首相の紹介。童話『ピノッキオ』の誕生の地であるペーシャとの交流に、子供への希望や文化の向上などを託す。
- ネルハ、 スペイン
- ウラン、 フランス

友好都市
- メディチーナ、 イタリア

## 人物

### ゆかりの人物
- カルロ・コッローディ - 『ピノッキオ』作者。母の故郷がコッローディ（ペーシャの一部）。